# Pazo de Cadro
El palacio de Cadro (en gallego: Pazo do Cadro) es el más antiguo pazo de Marín en Pontevedra, Galicia. 
Su construcción data de los siglos XIII, su torre del siglo XV y el resto del pazo del siglo XVIII. Este pazo aparece aforado en 1290 a la antigua familia noble de Romay.
Cuenta con una iglesia dedicada a Santa Bárbara a la que accedían los habitantes de la zona en Navidad y donde entregaban un trozo de pan como marcaba la tradición. Se trata de una construcción de plan central cubierta con una cúpula que a su vez remata en una linterna.
En el exterior destacan un hórreo de diez pies, un palomar y unos edificios que probablemente servían de caballerizas. En la entrada principal está inscrito el nombre “don Juan de Romay, Conde de Monterroso y Señor de Cadro”. 
El pazo actualmente se encuentra en estado de abandono, puesto que tras su última ocupación ha quedado deshabitado y completamente vacío.